# Vladislav Pietras
Vladislav Pietras (8. ledna 1920, Ostrava – 26. července 1995, Praha) byl po 45 let manažerem, ředitelem a producentem významných institucí československé kultury a umění. Pochován v hrobě na Olšanských hřbitovech v Praze.

## Život
Věřící a praktikující katolík,bez stranické příslušnosti. Veden v evidenci zájmových osob StB od roku 1959. Z prvního manželství měl syna a dceru, jeho druhá manželka byla Magda Pietrasová. Působil 45 let v nejvýznamnějších institucích československé kultury a umění. Je pochován na Olšanských hřbitovech v Praze.

## Profese
- 1940-53 Státní divadlo Ostrava – hospod. ředitel. Podílel se na vypracování prvního divadelního zákona. V roce 1951 byl dekretem Ministerstva školství a kultury (MŠK) jmenován předsedou ministerské komise pro zpracování rozpočtu divadel v ČSR.
- 1953-61 Národní divadlo Praha – zástupce ředitele
- 1961-67 Státní divadelní studio – náměstek a ředitel. Byl pověřen vypracováním návrhu provozování divadel malých forem a nově vytvořeného Státního divadelního studia Praha, které posléze řídil ve funkci náměstka ředitele a ředitele Laterny magiky. Tímto byl také na mnoho let zajištěn provozovatel SEMAFORU, ČINOHERNÍHO STUDIA, BALETU PRAHA, REDUTY, ČERNÝCH DIVADEL a LATERNY MAGIKY, které spoluvytvářely legendární uvolněnou a umělecky neobyčejně plodnou atmosféru šedesátých let. Vladislav Pietras měl na této šťastné éře oblíbených divadel malých forem svoji zásluhu.
- 1960-62 Laterna magika Praha – ředitel. Na světové výstavě v Montrealu v r.1967 vyprodukoval za 183 dní 2.227 představení (s čistým ziskem půl milionu kanadských dolarů), velký mezinárodní úspěch v Kanadě probudil vlnu zájmu o Laternu magiku nejen doma, ale i v cizině.
- 1963-65 Black theatre v Las Vegas
- 1967-68 Laterna magika v San Antoniu v Texasu
- 1968-80 Česká filharmonie Praha – náměstek ředitele, manažer zejména zahraničních zájezdů
- 1980-84 Národní divadlo Praha – provozní náměstek ředitele. Zajišťoval rekonstrukci historické budovy ND a NS a přípravy a realizaci jejich slavnostního otevření ke stému výročí. Podílel se též na rekonstrukcích Tylova divadla, Kolovratského paláce, Smetanova divadla (společně s budovou Federálního shromáždění), na výstavbě Nové scény, zasloužil se o vybudování skladišť a ústředních dílen na Flóře atd.[2]
- 1984-89 manažer pěveckého sboru Československého rozhlasu sbormistra a režiséra Pavla Kühna
- 1989-95 manažer a podnikatel

Veškerá dokumentace z jeho pozůstalosti (tj. korespondence s umělci, výstřižky z novin, fotografie z působení v ND, ČF, Laterně magice, Černém divadle aj.) byla darována manželkou Magdou Pietrasovou dne 5. března 2004 a posléze i 13. dubna 2018 Státnímu ústřednímu archivu v Praze do „oddělení fondů nestátní provenience a archivních sbírek“ (časový rozsah 1953-94 – smlouva č. NAD 1681/ lokace AA510 a čas.rozsah 1970-94 - LNAD lokace 510/14 B2).[zdroj?]

## Ocenění
Za celoživotní práci byl v roce 1985 ministrem kultury Milanem Klusákem jmenován Zasloužilým pracovníkem v kultuře.